# 상업 항공

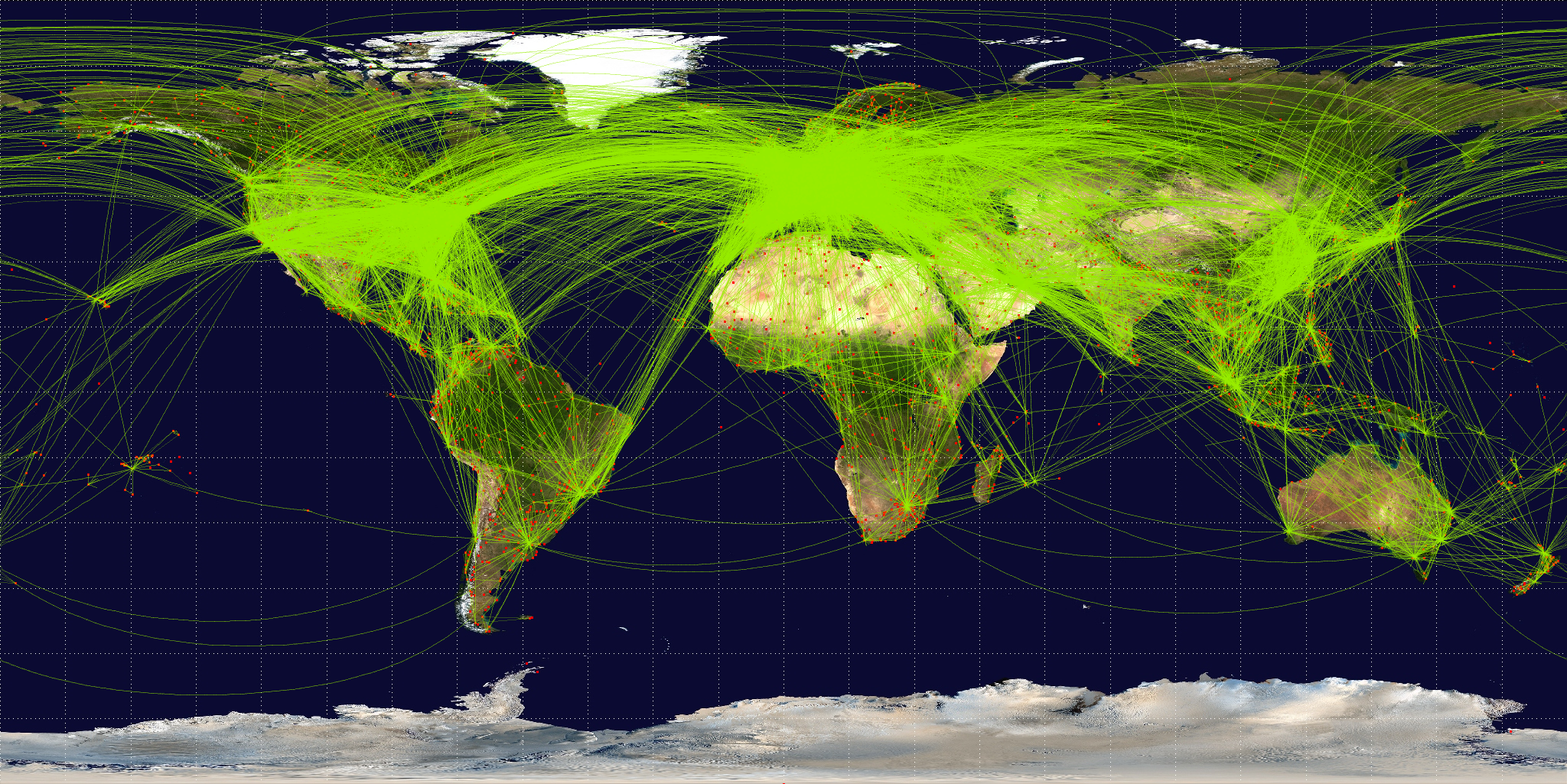
전 세계 상업 항공 교통의 노선도, 2009년

상업 항공은 민간 항공(일반 항공 및 예약 항공 서비스 모두)의 일부로서, 승객 또는 다수의 화물을 운송하기 위해 항공기를 고용하기 위해 운영한다.

## 역사

### 기원
1926년의 항공상업법은 기준, 촉진, 진흥을 확립함으로써 상업적 항공을 정규화하기 시작했다. 항공 지부는 윌리엄 P와 함께 상무부에 설립되었다. 감독으로 맥크래켄 주니어. 상업용 항공을 장려하기 위해, 그는 마을 아버지들에게 "공항이 없는 지역사회는 항공우편이 없는 지역사회일 것이다."라고 말했다.

그는 1929년 콜리어를 위해 쓴 글에서 "상업용 항공은 영웅 숭배에서 영감을 받아 만들어진 최초의 산업이다"라고 언급했다. 그는 1927년 초 허버트 다르그에 의한 남미에서의 승진을 예로 들었다. 대서양 횡단 비행 후, 찰스 린드버그는 항공 진흥을 위해 구겐하임 재단이 지불한 48개 주를 둘러보았다. 그 시점부터 상업용 항공이 이륙했다. 
 이후 몇 주 동안 일요일에는 세인트루이스에 있는 린드버그의 본항인 램버트 필드로 가는 자동차 운전자들이 첫 번째 에어 홉을 사기 위해 교통 체증에 시달렸다. 그 해 여름 처음으로 수십만 명이 등산을 했다. 
 항공 지부는 상업용 조종사 면허증 발급, 내공성 증명서 발급, 항공 사고 조사 등의 혐의로 기소되었다.

### 전후 항공

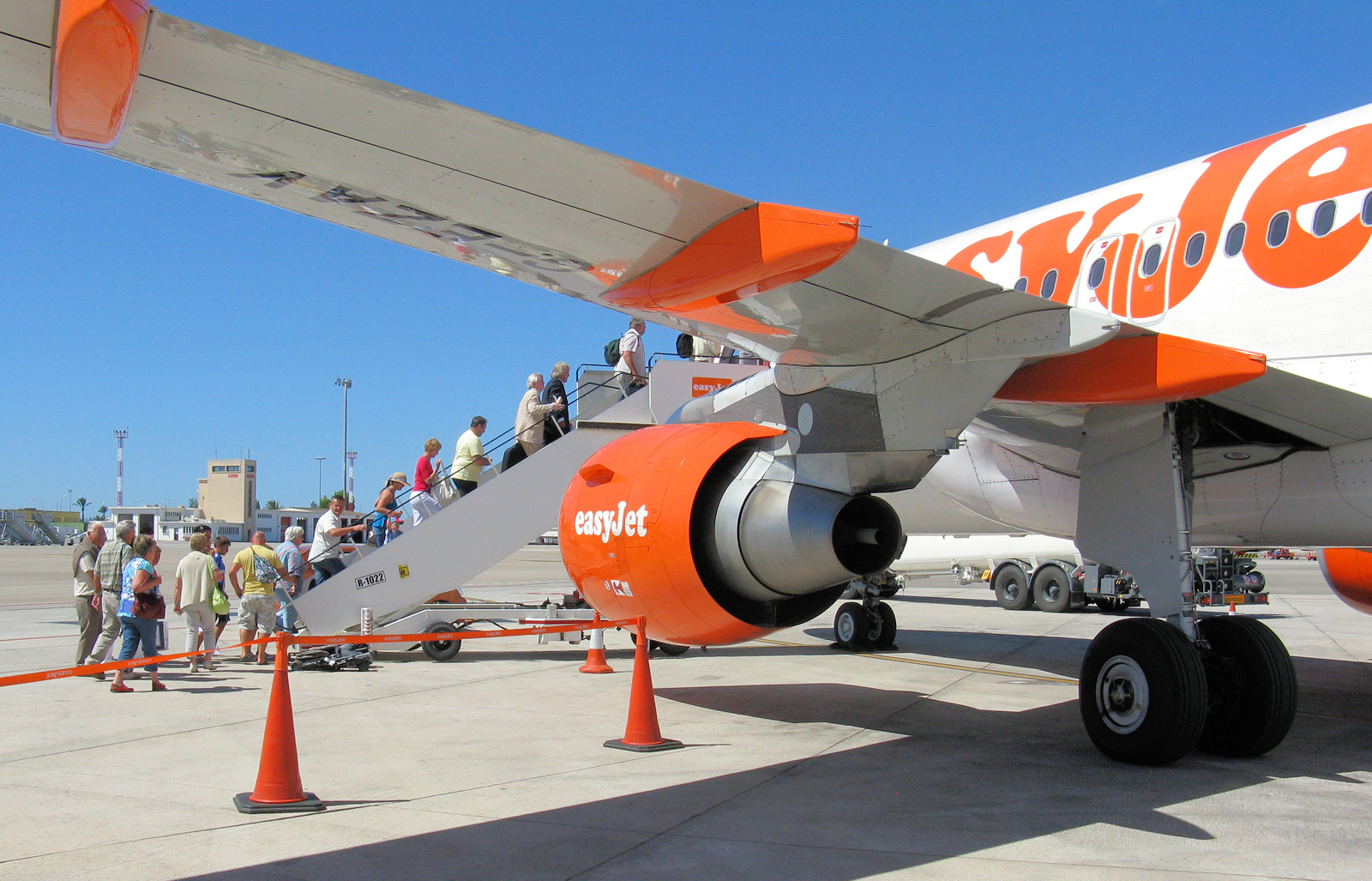
스페인 마요르카 공항 팔마데마요르카의 한 상업용 항공 장면. 이지제트 에어버스 A320 패밀리(2010) 탑승객

제2차 세계 대전 이후 상업용 항공은 급속하게 성장하여 대부분 군용기를 이용하여 사람과 화물을 수송하였다. B-29와 아브로 랭커스터와 같은 중폭격기 설계에 사용된 경험은 중공군 항공기 설계에 사용될 수 있다. DC-3는 또한 더 쉽고 더 긴 상업 비행을 위해 만들어졌다. 최초의 상업용 제트 여객기는 영국의 드 하빌랜드 DH.106 코멧이었다. 1952년까지 영국의 국영 항공사인 BOAC는 혜성을 예정된 서비스에 도입했다. 기술적 성과를 거두는 동안, 유리창의 모양이 금속 피로로 인해 균열로 이어짐에 따라, 비행기는 일련의 대단히 공공적인 실패를 겪었다. 그 피로는 선실의 가압과 감압의 사이클에 의해 야기되었고, 결국 비행기 동체의 치명적인 고장으로 이어졌다. 문제가 극복될 무렵, 다른 제트 여객기 설계는 이미 하늘로 올라가 있었다.

## 같이 보기
- 여객기
- 직행 항공편
- 국내선
- 항공의 환경 영향 (기후 변화에 대한 영향 포함)
- 국제선
- 메인 라인
- 직항 비행
- 피크 오일
- 민간 항공